# Nijō Michihira
Nijō Michihira (二条 道平?   1287-27 de febrero de 1335) fue un kugyō (cortesano japonés de clase alta) que vivió a finales de la era Kamakura. Fue miembro de la familia Nijō (derivado del clan Fujiwara) e hijo del regente Nijō Kanemoto.

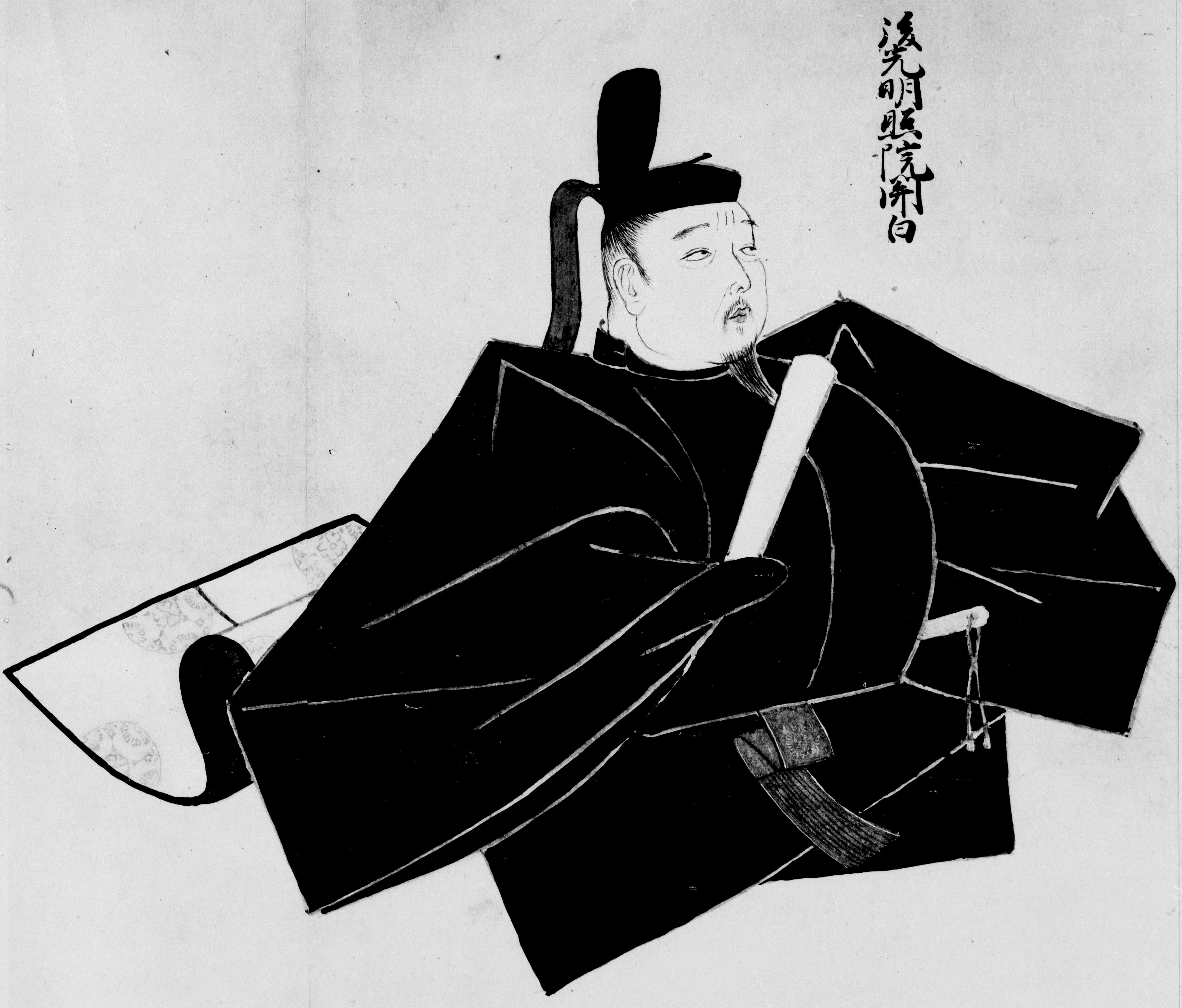

Ingresó a la corte imperial en 1293 con el rango shōgoi inferior y fue nombrado chambelán. En 1295 ascendió varios rangos hasta llegar al jusanmi y se convirtió en cortesano de clase alta. En 1297 fue ascendido al rango shōsanmi y en 1298 al rango junii y nombrado gonchūnagon. En 1299 fue ascendido al rango shōnii y nombrado gondainagon.
En 1306 fue nombrado naidaijin hasta 1309, cuando fue ascendido a udaijin hasta 1314, cuando fue ascendido a sadaijin (hasta 1316). En 1313 fue designado tutor imperial y luego tutor del Príncipe Imperial Takaharu (futuro Emperador Go-Daigo), posteriormente en 1314 fue ascendido al rango juichii. En 1316 fue nombrado kanpaku (regente) del Emperador Hanazono hasta su muerte en 1318; también en ese mismo año fue nombrado líder del clan Fujiwara hasta 1334. Desde 1317 hasta 1318 fue nuevamente tutor del Príncipe Takaharu.
Cuando el Emperador Go-Daigo asumió el trono, Michihira se convirtió en nairan en 1323 y kanpaku desde 1327 hasta 1330. Tomó participación del derrocamiento del Shogunato Kamakura en 1332 y apoyó en la reinstauración del Emperador Go-Daigo, que conllevó a la Restauración Kenmu. Por ello, nuevamente fue nombrado sadaijin desde 1333 hasta su muerte en 1335.
Como artista, Michihira era conocido en el desarrollo de las artes ecuestres.
Contrajo matrimonio con Saionji Enshi, hija de Saionji Kin'aki, y tuvo como hijos a Nijō Yoshimoto y Nijō Yoshitada. Con otra cónyuge tuvo como hijos a Kujō Tsunenori y Nijō Moromoto.